# Pseudomugilidae
Pseudomugilidae, por vezes referidos por pseudomugilídeos ou falsas-tainhas, são uma família de pequenos peixes de água doce da ordem dos Atheriniformes, com até 5 cm de comprimento. Apresentam olhos azulados e formato corporal semelhante às tainhas (os Mugilidae), o que lhes mereceu os nomes comuns de olhos-azuis e de falsas-tainhas. A família agrupa 3 géneross e 18 espécies, que ocorrem em águas doces e salobras da Austrália e Nova Guiné. Utilizadas em aquariofilia, as espécies desta família desovam durante todo o ano, prendendo os seus ovos na vegetação.

## Descrição
São espécies dulçaquícolas e de água salobra (nenhuma ocorre em águas marinhas), com distribuição natural no norte e leste da Austrália, Nova Guiné e ilhas adjacentes e no leste da Indonésia. 
Os pseudomugilídeos são pequenos peixes que em geral não ultrapassam os 5 cm de comprimento. Reproduzem-se durante todo o ano, com ovos que aderem sobre a vegetação aquática.

## Taxonomia
A família Pseudomugilidae inclui os seguintes géneros e espécies:
- Kiunga
  - Kiunga ballochi
  - Kiunga bleheri
- Pseudomugil
  - Pseudomugil connieae
  - Pseudomugil cyanodorsalis
  - Pseudomugil furcatus
  - Pseudomugil gertrudae
  - Pseudomugil inconspicuus
  - Pseudomugil ivantsoffi
  - Pseudomugil majusculus
  - Pseudomugil mellis
  - Pseudomugil novaeguineae
  - Pseudomugil paludicola
  - Pseudomugil paskai
  - Pseudomugil pellucidus
  - Pseudomugil reticulatus
  - Pseudomugil signifer
  - Pseudomugil tenellus
- Scaturiginichthys
  - Scaturiginichthys vermeilipinnis